# Андреев, Айсен Иннокентьевич
Айсен Иннокентьевич Андреев (13.12.1996, Чурапча) — российский шашист. 

## Спортивная карьера
Мастер спорта России. Мастер ФМЖД. Член сборной России. Выступает за ШК «Саха» (Якутск).
Призёр командных чемпионатов России в составе сборной Якутии: серебряный (2010 — быстрая программа). Бронза Кубка России по международным шашкам среди клубных команд (2011).
Участник Всемирных интеллектуальных игр (Лилль, 2012: рапид 17—18 место, блиц −33-34 место, классика — 58 место).
Участник Чемпионатов Европы (2008 — 65 место, 2012 — 46 место, 2014 — 34 место). Занял I место на V Международных спортивных игр «Дети Азии»
Воспитанник ГБУ РС (Я) «Школа высшего спортивного мастерства» (Республика Саха (Якутия), г. Якутск ул. Ойунского 26). Тренер — Кычкин Н. Н.-II
В 2014 году поступил в Чурапчинский государственный институт физической культуры и спорта.
FMJD-Id: 16161